# Taekwondo na Igrzyskach Luzofonii 2009
Wyniki zawodów w taekwondo, które odbyły się podczas 2. Igrzysk Luzofonii w Lizbonie.
Wszystkie walki odbyły się w hali Pavilhão Atlântico.

## Mężczyźni
| Kategoria wagowa |                |                      |                                    |
| ---------------- | -------------- | -------------------- | ---------------------------------- |
| –58 kg           | Pedro Póvoa    | Nicolau Sambo        | Chi Kin Cheong Lainel Fernandes    |
| –68 kg           | Chandan Lakra  | José Pedro Fernandes | Makila Mawungo José Miranda        |
| –80 kg           | Eloy Boa Morte | Henrique Moura       | Rajan Pandia Jean Michel Fernandes |
| +80 kg           | José Kuntgner  | Zhi Quan Chen        | Gayan Galuge Carlos Adão           |

## Kobiety
| Kategoria wagowa |                   |                     |                                |
| ---------------- | ----------------- | ------------------- | ------------------------------ |
| –49 kg           | Fernanda Silva    | Kavita Jangam       | Justina Lei Márcia Silva       |
| –57 kg           | Ana Rita Lopes    | Natália Pires       | Sherol Fernandes Jenice Pontes |
| –67 kg           | Raphaella Pereira | Nilza Alegra        | Sandra António Rashmi Naik     |
| +67 kg           | Junnan Wang       | Ana Patricia Santos | Reema Aranha Hellorayne Paiva  |

## Tabela medalowa
| Poz. | Państwo:                          | Gold | Silver | Bronze | Łącznie: |
| 1    | Brazylia                          | 3    | 2      | 1      | 6        |
| 2    | Portugalia                        | 2    | 2      | 3      | 7        |
| 3    | Indie                             | 1    | 1      | 4      | 6        |
| 4    | Wyspy Świętego Tomasza i Książęca | 1    | 1      | 3      | 5        |
| 5    | Makau                             | 1    | –      | 2      | 3        |
| 6    | Mozambik                          | –    | 2      | –      | 2        |
| 7    | Angola                            | –    | –      | 2      | 2        |
| 8    | Sri Lanka                         | –    | –      | 1      | 1        |